# Liste von Persönlichkeiten der Stadt Houston
Die Liste von Persönlichkeiten der Stadt Houston enthält Personen, die in Houston im US-Bundesstaat Texas geboren wurden sowie solche, die in Houston ihren Wirkungskreis hatten, ohne hier geboren zu sein. Beide Abschnitte sind jeweils chronologisch nach dem Geburtsjahr sortiert. Die Liste erhebt keinen Anspruch auf Vollständigkeit.

## In Houston geborene Persönlichkeiten

### Bis 1900
- Edward Mandell House (1858–1938), Diplomat und Politiker
- Carl T. Sprague (1895–1979), Cowboy und Country-Musiker
- Florence Vidor (1895–1977), Schauspielerin
- Peck Kelley (1898–1980), Jazzpianist
- Sippie Wallace (1898–1986), Blues-Sängerin und Pianistin
- Donald McNutt Douglass (1899–1971), Architekt

### 20. Jahrhundert

#### 1901 bis 1920
- Don Robey (1903–1975), Songschreiber, Promoter und Musikproduzent
- Hociel Thomas (1904–1952), Sängerin und Pianistin
- Chester Boone (1906–1988), Jazztrompeter
- Theresa Harris (1906–1985), Schauspielerin
- Victoria Spivey (1906–1976), Blues-Sängerin, Pianospielerin und Komponistin
- Hersal Thomas (1906–1926), Jazz- und Blues-Pianist und Komponist
- Deane Kincaide (1911–1992), Jazzmusiker und -komponist
- Don Barry (1912–1980), Schauspieler
- Allen L. Edwards (1914–1994), Psychologe
- Cedric Haywood (1914–1969), Jazz-Pianist
- Leon Selph (1914–1999), Western-Swing-Musiker
- Paul Neal Adair (1915–2004), Feuerwehrmann
- Cliff Bruner (1915–2000), Country-Musiker
- Cecil Isbell (1915–1985), American-Football-Spieler und -Trainer
- TV Slim (1916–1969), Blues- und Rhythm-and-Blues-Sänger
- Eddie „Cleanhead“ Vinson (1917–1988), Jazz- und Rhythm-and-Blues-Saxophonist
- David Westheimer (1917–2005), Schriftsteller
- Allen Drury (1918–1998), Journalist und Schriftsteller
- Nan Grey (1918–1993), Schauspielerin
- Wild Bill Moore (1918–1983), Rhythm-and-Blues- und Soul-Jazz-Saxophonist und Komponist
- Albert George Wilson (1918–2012), Astronom
- Valerie Bettis (1919–1982), Tänzerin und Choreografin des Modern Dance
- Denton Cooley (1920–2016), Herzchirurg

#### 1921 bis 1940
- Jim Jeter (1921–2007), Schauspieler
- Jack Valenti (1921–2007), Lobbyist der Filmindustrie
- Ann Miller (1923–2004), Schauspielerin und Tänzerin
- R. Ralph Baker (1924–1994), Biologe und Phytopathologe
- Audrey Jones Beck (1924–2003), Kunstsammlerin und Mäzenin, Namensgeberin Audrey Jones Beck Building des Museums of Fine Arts
- Matthew Gee (1925–1979), Jazz-Posaunist
- Charles W. Duncan (1926–2022), Manager und Politiker
- Lida Barrett (1927–2021), Mathematikerin und Hochschullehrerin; zweite Präsidentin der Mathematical Association of America
- Lester Randolph Ford junior (1927–2017), Mathematiker
- Amos Milburn (1927–1980), Boogie-Pianist und Sänger
- Arianna W. Rosenbluth (1927–2020), Physikerin und Informatikerin
- Ernestine Anderson (1928–2016), Jazz- und Blues-Sängerin
- William Reynolds Archer junior (* 1928), Rechtsanwalt und Politiker
- Harold Land (1928–2001), Jazz-Tenorsaxophonist und Komponist
- Curtis Amy (1929–2002), Tenor- und Sopransaxophonist
- Yvonne Clark (1929–2019), Ingenieurin und Hochschullehrerin
- James Baker (* 1930), Politiker und Diplomat
- John Edward McCarthy (1930–2018), römisch-katholischer Bischof von Austin
- Vincent Michael Rizzotto (1931–2021), römisch-katholischer Geistlicher, Weihbischof in Galveston-Houston
- Hyman Bass (* 1932), Mathematiker
- Pierre Conner (1932–2018), Mathematiker
- Pauline Oliveros (1932–2016), Komponistin und Akkordeonistin
- Jewel Akens (1933–2013), Sänger
- John Bradshaw (1933–2016), Psychologe und Theologe
- Kathryn Grant (1933–2024), Schauspielerin
- Michael White (1933–2016), Violinist
- Sam Giammalva (* 1934), Tennisspieler
- Patricia Herd (* 1934), Schauspielerin
- Peter Masterson (1934–2018), Schauspieler, Regisseur, Drehbuchautor und Filmproduzent
- Seth Morehead (1934–2006), Baseballspieler
- Mal Sondock (1934–2009), Diskjockey, Hörfunkmoderator, Musikproduzent und Sänger
- Horace Tapscott (1934–1999), Jazzpianist und -komponist
- A. J. Foyt (* 1935), Automobilrennfahrer
- Lowry Mays (1935–2022), Unternehmer
- Johnny Guitar Watson (1935–1996), Blues-, Soul- und Funk-Musiker
- Overton Berry (1936–2020), Jazzpianist
- James Lee Burke (* 1936), Kriminalautor
- Johnny Heartsman (1936–1996), Bluesmusiker und Songwriter
- Barbara Jordan (1936–1996), Hochschullehrerin und Politikerin
- Katie Webster (1936–1999), Jazz-Pianistin und Sängerin
- Robert Woodrow Wilson (* 1936), Physiker und Nobelpreisträger für Physik
- Jewel Brown (1937–2024), Jazz- und Bluessängerin
- Al Edwards (1937–2020), Politiker
- Charlie Shoemake (* 1937), Musiker
- Edward C. Aldridge (* 1938), Politiker
- Robert Gammage (1938–2012), Politiker
- Basil Harry Hoffman (1938–2021), Schauspieler
- Stix Hooper (* 1938), Schlagzeuger
- Jim Post (1939–2022), Folksänger, Singer-Songwriter, Autor und Schauspieler
- P. J. Proby (* 1938), Sänger, Songwriter und Schauspieler
- Kenny Rogers (1938–2020), Country-Sänger, Songwriter, Schauspieler, Fotograf und Buchautor
- Wayne Henderson (1939–2014), Posaunist und Musikproduzent
- Guy A. J. LaBoa (* 1939), Generalleutnant der United States Army
- Hubert Laws (* 1939), Flötist des Modern Jazz und der klassischen Musik
- Joe Sample (1939–2014), Jazzmusiker, Komponist und Produzent
- Little Joe Washington (1939–2014), Bluesgitarrist und Sänger
- Lance Alworth (* 1940), American-Football-Spieler
- William M. Boice (* 1940), Generalmajor der United States Army
- John J. Closner III (* 1940), Generalmajor der United States Air Force
- Wilton Felder (1940–2015), Jazz- und Fusion-Musiker
- Mark James (1940–2024), Songwriter
- David Kay (1940–2022), Politikwissenschaftler
- Johnny Nash (1940–2020), Musiker und Schauspieler
- Gilbert Shelton (* 1940), Comiczeichner

#### 1941 bis 1950
- John Carter (* 1941), Politiker und Richter
- Robert Foxworth (* 1941), Schauspieler
- Mickey Jones (1941–2018), Musiker und Schauspieler
- Jon Kalb (1941–2017), Geologe
- Floyd Mutrux (* 1941), Schauspieler, Autor, Regisseur und Filmproduzent
- Malcolm Pinson (1941–2002), Jazz-Schlagzeuger
- Mel Renfro (* 1941), American-Football-Spieler
- Jesse Summers (* 1941), Virologe
- Michael Nesmith (1942–2021), Musikproduzent, Autor, Sänger und Schauspieler
- Henry G. Sanders (* 1942), Schauspieler
- Frederick Barthelme (* 1943), Schriftsteller
- Tony Campise (1943–2010), Jazz-Altsaxophonist und Flötist
- Billy Harper (* 1943), Jazz-Saxophonist
- Don Mitchell (1943–2013), Schauspieler
- George Roberts (* 1943), Unternehmer
- Michael A. Andrews (* 1944), Politiker
- Michael Carvin (* 1944), Jazz-Schlagzeuger, Bandleader und Lehrer
- Bernard Grofman (* 1944), Politikwissenschaftler
- Richard Hoepfner (* 1944), Regattasegler
- Mayo Thompson (* 1944), Musiker und Bildender Künstler
- Charles Robinson (1945–2021), Schauspieler
- Jaclyn Smith (* 1945), Schauspielerin
- Leon Spencer (1945–2012), Soul-Jazz-Musiker
- Donald Louis Evans (* 1946), Geschäftsmann und Politiker
- Rick Hurst (1946–2025), Schauspieler
- Billy Preston (1946–2006), Soulmusiker, Pianist und Hammond-Orgel-Spieler
- George Arthur Sheltz (1946–2021), römisch-katholischer Geistlicher, Weihbischof in Galveston-Houston
- Melvin Sparks (1946–2011), Gitarrist des Soul-Jazz, Hard Bop und Rhythm and Blues
- Lois Chiles (* 1947), Schauspielerin
- Cliff Branch (1948–2019), American-Football-Spieler
- John Bundrick (* 1948), Keyboarder der Who
- Mark Lowry (* 1958), Sänger, Komiker und Songwriter
- Barbara Mandrell (* 1948), Country-Sängerin
- Khalid Abdul Muhammad (1948–2001), Muslimführer
- Phylicia Rashad (* 1948), Schauspielerin und Sängerin
- JoBeth Williams (* 1948), Regisseurin
- Loretta Devine (* 1949), Schauspielerin
- Shelley Duvall (1949–2024), Film- und Fernsehschauspielerin
- Billy Gibbons (* 1949), Gitarrist und Sänger
- Melva Houston (1949–2020), Soul- und Jazzsängerin
- Eloise Laws (* 1949), Soul-Sängerin
- Dee Mosbacher (* 1949), Filmemacherin
- Brent Spiner (* 1949), Schauspieler
- Clay Blaker (* 1950), Sänger, Country-Musiker und Songwriter
- Rodney Crowell (* 1950), Country-Sänger, Songwriter und Produzent
- Ronnie Laws (* 1950), Smooth Jazz- und Fusionmusiker
- Cynthia Potter (* 1950), Wasserspringerin
- Randy Quaid (* 1950), Schauspieler
- Robert B. Wiringa (* 1950), theoretischer Kernphysiker

#### 1951 bis 1960
- J. V. Cain (1951–1979), American-Football-Spieler
- John Gray (* 1951), Paar- und Familientherapeut
- John Kolius (* 1951), Regattasegler
- Stephen R. Lorenz (* 1951), General der United States Air Force
- Teri McMinn (* 1951), Schauspielerin und Model
- Hugh Ragin (* 1951), Trompeter
- Jody Sandhaus (1951–2012), Jazzsängerin
- John Cornyn (* 1952), Politiker
- J. Doyne Farmer (* 1952), Physiker
- Annette O’Toole (* 1952), Schauspielerin und Sängerin
- Harold Robinson (* 1952), Kontrabassist und Musikpädagoge
- Patrick Swayze (1952–2009), Schauspieler, Sänger und Tänzer
- Marianne Williamson (* 1952), spirituelle Lehrerin, Autorin, Unternehmerin und Aktivistin
- Keith McDermott (* 1953), Schauspieler, Theaterregisseur und Autor
- Paul McNulty (* 1953), Klavierbauer
- John Shirley (* 1953), Science-Fiction-Autor, Punk-Musiker und -texter sowie Drehbuchautor
- Ron Kirk (* 1954), Politiker und Jurist
- Tracy Krohn (* 1954), Autorennfahrer und Unternehmer
- Terry Moore (* 1954), Comiczeichner
- Dennis Quaid (* 1954), Schauspieler
- Sylvester Turner (1954–2025), Bürgermeister von Houston
- R. C. Thielemann (* 1955), Footballspieler
- Lisa Hartman (* 1956), Schauspielerin und Sängerin
- Ron Henley (* 1956), Schachspieler
- Robert Earl Keen (* 1956), Songwriter und Country-Musiker
- Lisa Niemi (* 1956), Schauspielerin und Tänzerin
- Annise Parker (* 1956), Politikerin
- Renaldo Snipes (* 1956), Boxer
- Walter Glasgow (* 1957), Regattasegler
- Diunna Greenleaf (* 1957), Bluessängerin und Songwriterin
- Steve McMichael (1957–2025), American-Football-Spieler
- William Basinski (* 1958), Ambient-Avantgardekomponist
- Alice Gast (* 1958), Forscherin und Hochschullehrerin
- Greg Germann (* 1958), Schauspieler
- Tony Giammalva (* 1958), Tennisspieler
- Frank Lacy (* 1958), Posaunist des Modern Jazz
- Joan Severance (* 1958), Schauspielerin und Model
- Mike Singletary (* 1958), American-Football-Trainer
- David Koresh (1959–1993), Anführer und selbsternannte Prophet der Branch Davidians
- Karla Faye Tucker (1959–1998), Mörderin
- David Dowlen (* 1960), Tennisspieler
- Richard Linklater (* 1960), Filmregisseur und Drehbuchautor
- Charles Shaw (* 1960), Soldat und Sänger
- Doug Supernaw (1960–2020), Country-Sänger
- Chris Whitley (1960–2005), Musiker und Songwriter

#### 1961 bis 1970
- Yolanda Adams (* 1961), Gospelsängerin
- Tom Byron (* 1961), Pornodarsteller
- Gary Kubiak (* 1961), American-Football-Spieler und -Trainer
- Joseph Carola (* 1962), Ordenspriester, Theologe und Hochschullehrer
- Ike Eisenmann (* 1962), Schauspieler
- Tyra Ferrell (* 1962), Schauspielerin
- Matt Gribble (1962–2004), Schwimmer
- Billy Stritch (* 1962), Pianist
- Zina Garrison (* 1963), Tennisspielerin
- Sammy Giammalva (* 1963), Tennisspieler
- Alexandra Masterson (* 1963), Schauspielerin
- Jay B. Silveria (* um 1963), Generalleutnant der United States Air Force
- Isaiah Washington (* 1963), Schauspieler
- John Letts (* 1964), Tennisspieler
- Loren K. Ammerman (* 1965), Zoologin und Naturschützerin
- Booker T (* 1965), Wrestler
- Jonathan Breck (* 1965), Schauspieler
- Michael Dell (* 1965), Unternehmer
- Geoff Meed (* 1965), Schauspieler, Autor, Regisseur und Kampfsportlehrer
- The Undertaker (* 1965), Wrestler
- Shannon Walker (* 1965), Astronautin
- Cheryl Dickey (* 1966), Hürdenläuferin
- DJ Premier (* 1966), Hip-Hop-DJ und Produzent
- Reggie Johnson (* 1966), Boxer
- Thurman Thomas (* 1966), American-Football-Spieler
- Melora Hardin (* 1967), Schauspielerin
- Anna Nicole Smith (1967–2007), Schauspielerin und ein Fotomodell
- Monte Warden (* 1967), Country-Musiker
- The D.O.C. (* 1968), Rapper und Songwriter
- Carlette Guidry (* 1968), Sprinterin
- Tara Cross-Battle (* 1968), Volleyballspielerin
- Roland Martin (* 1968), Journalist
- Trevaia Williams-Davis (* 1968), Leichtathletin
- Wes Anderson (* 1969), Filmproduzent, Drehbuchautor und Regisseur
- Burton C. Bell (* 1969), Sänger, Songtextschreiber, Gitarrist und Keyboarder
- Big Hawk (1969–2006), Rapper
- Meredith Monroe (* 1969), Schauspielerin
- Sarah Morrow (* 1969), Posaunistin der Modern Jazz
- Bill Perkins (* 1969), Hedgefonds-Manager, Filmproduzent, Filmschauspieler und Pokerspieler
- Chandra Wilson (* 1969), Schauspielerin
- Geof Bradfield (* 1970), Jazzmusiker und Hochschullehrer
- Jack Ingram (* 1970), Country-Musiker
- Keith Jefferson (1970–2023), Schauspieler
- O. G. Style (1970–2008), Gangsta-Rapper
- Paola Turbay (* 1970), kolumbianisch-US-amerikanische Schauspielerin, Fernsehmoderatorin und Model

#### 1971 bis 1980

##### 1971 bis 1975
- Teanna Kai (* 1971/78), Pornodarstellerin
- Garrett Keast (* 1971), Dirigent
- Matt Stone (* 1971), Schauspieler, Drehbuchautor, Produzent und Regisseur
- Michael Strahan (* 1971), American-Football-Spieler
- David Vetter (1971–1984), verbrachte sein Leben in sterilem Kunststoffisolator
- Jonathan Caouette (* 1972), Independent-Filmemacher, Filmschauspieler und Autorenfilmer
- Jennifer Garner (* 1972), Schauspielerin
- Nima Arkani-Hamed (* 1972), Teilchenphysiker und Stringtheoretiker
- Missi Pyle (* 1972), Schauspielerin und Sängerin
- Royce Sharp (* 1972), Schwimmer
- Chris Dave (* 1973), Funk- und Fusion-Musiker
- Shannon Elizabeth (* 1973), Schauspielerin und Pokerspielerin
- Kimberly Hebert Gregory (* 1973), Schauspielerin
- Jim Parsons (* 1973), Schauspieler
- Mark R. David (* 1974), Kameramann, Filmproduzent, -regisseur und Schlagzeuger
- Colin Edwards (* 1974), Motorradrennfahrer
- Ryan Heckman (* 1974), Nordischer Kombinierer
- Attica Locke (* 1974), Schriftstellerin
- Big Moe (1974–2007), Rapper
- Donald Driver (* 1975), American-Football-Spieler
- Mireille Enos (* 1975), Schauspielerin
- Lizzie Fletcher (* 1975), Politikerin
- Justin Furstenfeld (* 1975), Rockmusiker
- Jolie Holland (* 1975), Musikerin
- Joshua Leonard (* 1975), Schauspieler
- Jason Moran (* 1975), Jazz-Pianist

##### 1976 bis 1980
- Breaux Greer (* 1976), Speerwerfer
- J. Kristopher (* 1976), Schauspieler
- Big Pokey (1977–2023), Rapper
- Derrick Brew (* 1977), Sprinter
- Todd Lowe (* 1977), Schauspieler
- Laura Wilkinson (* 1977), Wasserspringerin
- Peter Cambor (* 1978), Schauspieler
- Jason Michael Carroll (* 1978), Countrysänger und Songwriter
- Robert Glasper (* 1978), Jazz-Pianist
- Andre Gurode (* 1978), Footballspieler
- Eric Harland (* 1978), Jazz-Schlagzeuger
- Darrick Vaughn (* 1978), American-Football-Spieler
- Christa Lee Williams (* 1978), Softballspielerin
- Conrad Grunewald (* 1979), Autorennfahrer
- James Jordan (* 1979), Schauspieler
- Latonia Moore (* 1979), Sopranistin
- Jamie Rauch (* 1979), Schwimmer
- Ryan Donowho (* 1980), Schauspieler
- Rocky Juarez (* 1980), Boxer
- Bayano Kamani (* 1980), Leichtathlet
- Lexi Randall (* 1980), Schauspielerin
- Kendrick Scott (* 1980), Jazzmusiker
- Walter Smith III (* 1980), Jazzmusiker
- Slim Thug (* 1980), Rapper
- Sommer West (* 1978), kanadische Eishockey- und Softballspielerin, Eishockeytrainerin

#### 1981 bis 1990

##### 1981 bis 1985
- Alexis Bledel (* 1981), Schauspielerin und Fotomodell
- Carl Crawford (* 1981), Baseballspieler
- Brede Hangeland (* 1981), norwegischer Fußballspieler
- Mike Jones (* 1981), Rapper
- Beyoncé Knowles (* 1981), R&B- und Soul-Sängerin, Schauspielerin und Songwriterin
- LeToya Luckett (* 1981), R&B-Sängerin
- Adrian Moss (* 1981), Basketballspieler und -trainer
- LaTavia Roberson (* 1981), R&B-Sängerin
- Allison Tolman (* 1981), Schauspielerin
- Paul Wall (* 1981), Rapper
- Whitney Able (* 1982), Schauspielerin
- Brandon Gay (* 1982), Basketballspieler
- Emeka Okafor (* 1982), Basketballspieler
- Jay Brannan (* 1982), Singer-Songwriter und Schauspieler
- Bennie Brazell (* 1982), Hürdenläufer und American-Football-Spieler
- David Cook (* 1982), Singer-Songwriter und Musiker
- Walton Eller (* 1982), Sportschütze
- Sean Faris (* 1982), Schauspieler
- Amanda Felder (* 1982), Triathletin
- Jer Adrianne Lelliott (* 1982), Filmschauspielerin und Theaterintendantin
- Giulia Steigerwalt (* 1982), Schauspielerin
- Kelly Willie (* 1982), Sprinter
- Joseph Addai (* 1983), American-Football-Spieler
- Jennifer Berry (* 1983), Miss America 2006
- Juan Díaz (* 1983), Profiboxer
- T. J. Ford (* 1983), Basketballspieler
- Brandon Lee (* 1983), Jazzmusiker und Hochschullehrer
- Loral O’Hara (* 1983), Raumfahrtanwärterin der NASA
- Jason Rogers (* 1983), Fechter
- Kim Smith (* 1983), Model und Schauspielerin
- Vince Young (* 1983), Footballspieler
- Nia Abdallah (* 1984), US-amerikanische Taekwondoin
- Jessica Boone (* 1984), Schauspielerin und Synchronsprecherin
- Lauren Bush (* 1984), Model und Modedesignerin
- Dan Crenshaw (* 1984), Politiker der Republikaner
- Kelly Frye (* 1984), Schauspielerin
- Zachary Heinzerling (* 1984), Filmregisseur, Filmproduzent und Kameramann
- Alex Jacob (* 1984), Pokerspieler
- Scott Kazmir (* 1984), Baseballspieler
- Lera Lynn (* 1984), Singer-Songwriterin
- Matthew Mullenweg (* 1984), Web-Entwickler
- Ryan O’Meara (* 1984), Eiskunstläufer
- Michael Umeh (* 1984), Basketballspieler
- Zak Whitbread (* 1984), Fußballspieler
- Gloria Asumnu (* 1985), nigerianisch-US-amerikanische Sprinterin
- Arturo Alvarez (* 1985), Fußballspieler
- Dan Cage (* 1985), Basketballspieler
- Annika Chambers (* 1985), Soul-Blues-Sängerin und Songwriterin
- Haylie Duff (* 1985), Schauspielerin und Sängerin
- Rodney Foster (* 1985), Basketballspieler
- Devonté Hynes (* 1985), Sänger, Songschreiber, Komponist, Regisseur, Produzent und Performance-Künstler
- Cassandra Jean (* 1985), Schauspielerin
- Anna Menon (* 1985), Ingenieurin und Astronautin
- Teagan Presley (* 1985), Pornodarstellerin
- Taylor Rochestie (* 1985), Basketballspieler
- Brooke Valentine (* 1985), Sängerin

##### 1986 bis 1990
- Ashley Fink (* 1986), Schauspielerin und Sängerin
- Jonathan Garcia Inline-Speedskater und Eisschnellläufer
- Daniel Gibson (* 1986), Basketballspieler
- Gerald Green (* 1986), Basketballspieler
- Solange Knowles (* 1986), Schauspielerin, Sängerin, Songwriterin und Produzentin
- Bree Olson (* 1986), Pornodarstellerin
- Myron Rolle (* 1986), American-Football-Spieler
- Melanie Weisner (* 1986), Pokerspielerin
- Stephen Williams (* 1986), American-Football-Spieler
- Hilary Duff (* 1987), Sängerin, Schauspielerin und Unternehmerin
- Candice King (* 1987), Schauspielerin und Musikerin
- Nic Wise (* 1987), Basketballspieler
- Virginia Fuchs (* 1988), Boxerin
- Kelley Hurley (* 1988), Fechterin
- DeAndre Jordan (* 1988), Basketballspieler
- Cameron Wells (* 1988), Basketballspieler
- Jimmy Butler (* 1989), Basketballspieler
- Etalvia Cashin (* 1989), Schauspielerin
- Josh LeRibeus (* 1989), American-Football-Spieler
- Renee Olstead (* 1989), Schauspielerin und Sängerin
- Derrick Shelby (* 1989), American-Football-Spieler
- Katy Taylor (* 1989), Eiskunstläuferin
- Justin Tucker (* 1989), Footballspieler
- Chelsey Gullickson (* 1990), Tennisspielerin
- Brittney Griner (* 1990), Basketballspielerin
- Courtney Hurley (* 1990), Fechterin
- Hailey Niswanger (* 1990), Jazzmusikerin
- Leven Rambin (* 1990), Schauspielerin
- Michael Sam (* 1990), American-Football-Spieler

#### 1991 bis 2000
- Josh Huff (* 1991), American-Football-Spieler
- Jasmine Mathews (* 1991), Schauspielerin
- Tony Oller (* 1991), Schauspieler und Sänger
- Jacques Webster (* 1991), Rapper und Musikproduzent
- Skye McCole Bartusiak (1992–2014), Schauspielerin
- Dorian Electra (* 1992), genderfluide Musikerin
- William Jackson III (* 1992), American-Football-Spieler
- Quandre Diggs (* 1993), American-Football-Spieler
- Xavien Howard (* 1993), American-Football-Spieler
- Fabian Hürzeler (* 1993), deutsch-schweizerischer Fußballspieler und -trainer
- Belinda Owino (* 1993), Schauspielerin
- Philipp Rosenthal (* 1993), deutscher Schauspieler
- Grant Koontz (* 1994), Radrennfahrer
- Caleb Zackery Donald Toliver (* 1994), Rapper und Songwriter
- James Francies (* 1995), Jazzmusiker
- Joy Guidry (* 1995), Improvisationsmusikerin
- Gijs Brouwer (* 1996), niederländischer Tennisspieler
- Nicky Jones (* 1996), Synchronsprecher
- Harrison Williams (* 1996), Zehnkämpfer
- Obi Igbokwe (* 1997), Sprinter
- Marie Perrin (* 1997), französische Chemikerin und Forscherin
- Samuel Adeniran (* 1998), Fußballspieler
- Champion Allison (* 1998), Sprinter
- Chandler Canterbury (* 1998), Schauspieler
- Hady Habib (* 1998), libanesischer Tennisspieler
- Dylan Sprayberry (* 1998), Schauspieler
- Jaylen Waddle (* 1998), American-Football-Spieler
- Nate West (* 1998), Basketballspieler
- Payton Turner (* 1999), American-Football-Spieler
- Noora Aldossary (* 2000), US-amerikanisch-bahrainische Fußballspielerin
- Sanaá Dotson (* 2002), Volleyballspielerin
- Dubem Nwachukwu (* 2000), nigerianisch-US-amerikanischer Sprinter
- Paris Smith (* 2000), Schauspielerin

### 21. Jahrhundert
- Jannick Liburd (* 2001), dänischer Fußballspieler
- Davis Cleveland (* 2002), Schauspieler
- Donovan Jackson (* 2002), American-Football-Spieler
- Landon Gimenez (* 2003), Schauspieler
- Matthew Golden (* 2003), American-Football-Spieler
- Bryan Okoh (* 2003), Fußballspieler
- Alexander Frusina (* 2005), Tennisspieler
- Cole Campbell (* 2006), US-amerikanisch-isländischer Fußballspieler
- Rafael Fente-Damers (* 2006), französischer Schwimmer
- That Girl Lay Lay (* 2007), Schauspielerin, Rapperin

## Berühmte Einwohner von Houston
- Ilona B. Benda (* 1884), deutsch-amerikanische Journalistin und Autorin
- Mance Lipscomb (1895–1976), Bluessänger und -gitarrist
- Elizabeth Francis (1909–2024), Altersrekordlerin und zeitweise älteste in den Vereinigten Staaten lebende Person
- Christopher C. Kraft (1924–2019), Raumfahrtingenieur und NASA-Direktor des Lyndon B. Johnson Space Center in Houston
- John Bonetti (1928–2008), Pokerspieler
- John Watts Young (1930–2018), Astronaut
- Margit Korondi (1932–2022), ungarische Kunstturnerin
- Debra Paget (* 1933), Schauspielerin
- Fred Hansen (* 1940), Leichtathlet
- Nduka Odizor (* 1958), nigerianischer Tennisspieler
- Ihsan Farha (* 1959), libanesischer Pokerspieler
- Sunita Lyn Williams (* 1965), Astronautin
- Rodney Morris (* 1970), Poolbillardspieler
- Corin Nemec (* 1971), Schauspieler
- Stephen Yip (* 1971), chinesischer Komponist und Organist